# Rajon Nadezjda
Rajon Nadezjda (bulgariska: Район Надежда) är ett distrikt i Bulgarien.   Det ligger i kommunen Stolitjna Obsjtina och regionen Sofija-grad, i den västra delen av landet. Rajon Nadezjda ligger i huvudstaden Sofia.
Runt Rajon Nadezjda är det i huvudsak tätbebyggt. Runt rajon Nadezjda är det tätbefolkat, med 849 invånare per kvadratkilometer.